# 宮城県飯野川高等学校
宮城県飯野川高等学校（みやぎけんいいのがわこうとうがっこう）とは、宮城県石巻市にあった、県立の高等学校である。
2007年5月1日現在、生徒数が定員の3分の2未満で、かつ160人に満たない状態が2年連続となったことから、2008年より生徒募集を停止し、2010年3月を以って閉校した。

## 設置学科
- 全日制課程
  - 普通科
  - 生活福祉科

## 沿革
- 1927年 - 飯野川実科高等女学校として創立
- 1948年 - 校名を宮城県飯野川高等学校に変更
- 1949年 - 男女共学となる
- 1950年 - 宮城県に移管され県立高校となる
- 1951年 - 十三浜に分校を設置
- 1958年 - 家庭科が設置される
- 1963年 - 家庭科を家政科に学科名を変更
- 2001年 - 家政科を生活福祉科に学科名を変更
- 2008年 - 生徒募集停止
- 2010年
  - 4月 - 閉校（十三浜校は宮城県石巻北高等学校の分校となり、宮城県石巻北高等学校飯野川校となる。）
  - 8月 - 石巻北高校飯野川校が当地に移転する。

## 近辺
跡地に石巻北高等学校飯野川校が移転したため、その項目を参照。